# Adiantum papillosum
Adiantum papillosum är en kantbräkenväxtart som beskrevs av Osvaldo Handro. Adiantum papillosum ingår i släktet Adiantum och familjen Pteridaceae. Inga underarter finns listade.